# UIQ

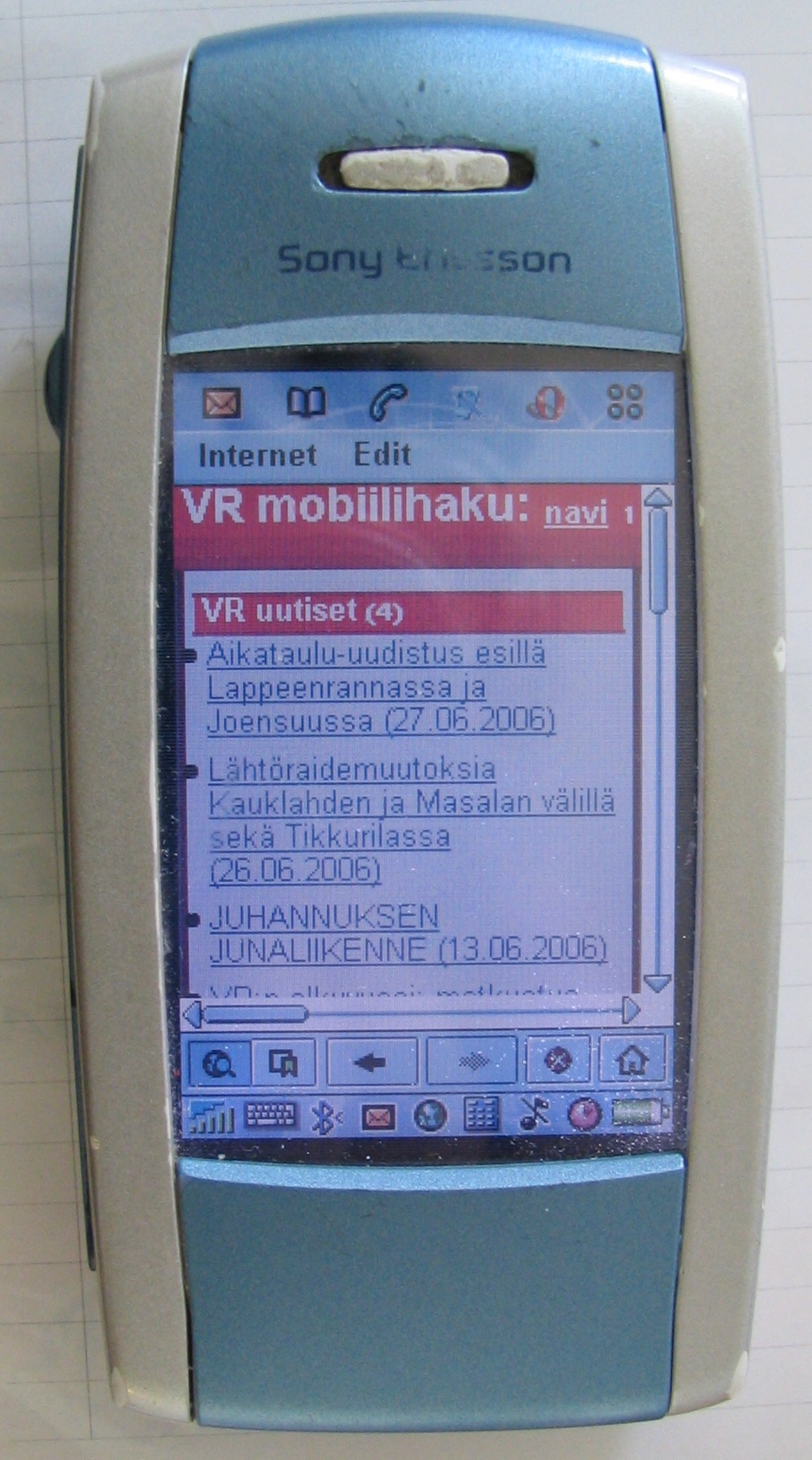
UIQ를 실행하는 최초의 장치인 소니 에릭슨 P800. 이 장치에서 UIQ는 심비안 위에서 실행된다.

UIQ(구 명칭: 유저 인터페이스 쿼츠, User Interface Quartz)는 UIQ 테크놀로지 AB에서 만든 심비안 OS 기반 소프트웨어 플랫폼이었다. 이는 핵심 운영 체제에 추가 구성 요소를 제공하여 타사 응용 프로그램을 통해 확장된 기능을 사용할 수 있는 풍부한 기능의 휴대폰을 개발할 수 있도록 하는 그래픽 사용자 인터페이스 계층이다.

## 역사
UIQ는 심비안이 설계한 세 가지 임시 인터페이스 중 하나인 펜 PDA용 사용자 인터페이스인 'Quartz'의 결과이다. 합작 투자에 참여한 Psion의 "Odin"을 포함하여 처음 세 개의 Quartz 휴대폰은 시장에 출시되지 않았다. 2001년 1월에 취소된 모토로라와의 거래로 인해 Psion의 주가가 하락했다. 그 후 엔지니어들은 2002년에 발표된 더 가벼운 버전의 소프트웨어를 만들었고 그해 소니 에릭슨 P800과 함께 처음 출시되었다.
소니 에릭슨은 자사 제품에 UIQ 플랫폼을 사용하는 주요 OEM이었다. 모토로라도 UIQ를 사용하여 일부 제품을 개발했지만 심비안의 지분과 함께 리눅스를 선호하여 2004년 플랫폼을 포기했다. 2007년 모토로라는 모토로라 RIZR Z8 출시와 함께 UIQ로 돌아왔다. 경쟁사인 시리즈 60(이후 S60) 플랫폼을 사용하고 있던 노키아는 BenQ P31의 이름을 바꾼 노키아 6708이라는 UIQ 장치를 만들어 아시아 태평양 지역에서만 출시했다.
소니 에릭슨은 2006년 11월 UIQ 테크놀로지를 인수했고, 다음 해에는 모토로라가 그 절반을 인수했다.
심비안 재단을 설립하고 S60을 사용자 인터페이스로 선택한 이후 UIQ의 미래는 불확실했다. 더 이상 심비안 운영 체제용 소프트웨어를 개발할 수 없었기 때문이다. 코드명 "Ruby"인 모토로라 Razr3를 포함하여 2009년에 계획된 많은 모토로라 UIQ 장치가 취소되었다.
UIQ 테크놀로지는 2009년 1월 파산 신청을 했고 이로 인해 UIQ 플랫폼은 사실상 종료되었다. 소니 에릭슨은 심비안 재단에서 윈도우 모바일과 오픈 소스 심비안으로 전환했으며 모토로라는 구글의 안드로이드 소프트웨어를 채택했다.
UIQ 3.3은 심비안 OS v9.3을 기반으로 하는 플랫폼의 마지막 버전이었다. UIQ 3.x 플랫폼에서 개발한 개발자는 모든 UIQ 3.x 휴대폰이 단일 핵심 SDK로 제공되었기 때문에 이전 릴리스보다 훨씬 더 나은 스토리를 가지고 있었다.

## 같이 보기
- S60 (소프트웨어 플랫폼)